# Nettancourt
Nettancourt település Franciaországban, Meuse megyében. Lakosainak száma 242 fő (2022. január 1.). Nettancourt Charmont, Possesse, Vroil, Brabant-le-Roi, Noyers-Auzécourt, Revigny-sur-Ornain és Sommeilles községekkel határos.

## Népesség
A település népességének változása:
| Lakosok száma | 391  | 343  | 267  | 286  | 260  | 256  | 252  | 244  | 241  | 242  |
|               | 1968 | 1982 | 1990 | 2006 | 2013 | 2015 | 2017 | 2019 | 2020 | 2022 |